# Gråpimpinell
Gråpimpinell (Sanguisorba alpina) är en rosväxtart som beskrevs av Aleksandr Andrejevitj Bunge. Gråpimpinell ingår i släktet storpimpineller, och familjen rosväxter. Inga underarter finns listade i Catalogue of Life.